# پریپک (استان وارنا)
پریپک (به بلغاری: Pripek) یک منطقهٔ مسکونی در بلغارستان است که در شهرستان اکساکاوو واقع شده‌است.
 پریپک   ۲۵۶ متر بالاتر از سطح دریا واقع شده‌است.